# نایلا (خواننده)
نایلا (به انگلیسی: Nyla) با نام کامل نایلاه توربورن (زاده ۲۷ نوامبر ۱۹۸۳) خواننده جامائیکایی است.